# 博阳河
博阳河，是中国长江流域的一条河流，汇入鄱阳湖，属于鄱阳湖水系。河长105千米，流域面积1354平方千米，多年平均流量立方米每秒。